# Батіжник вусатий
Батіжник вусатий (Psophodes nigrogularis) — вид горобцеподібних птахів родини Psophodidae.

## Поширення
Ендемік Австралії. Поширений на південному заході та півдні материка. Трапляється у сухих місцевостях із заростями трави та чагарників.

## Опис
Тіло завдовжки 17-25 см та вагою до 45 г. Тіло міцної статури з округлою головою, коротким, клиноподібним дзьобом, міцними ногами та довгим хвостом з квадратним кінцем. На голові є чубчик. Голова коричнево-сіра, спина та крила коричнево-оливкового кольору, боки горіхового кольору, груди та черевце сірі з корицевими відтінками, а в центральній частині черева є біла пляма. Горло чорне, з білими вусами з боків. Хвіст темно-коричневий, нижня поверхня пір'я піщано-біла з двома чорними поперечними смугами. Дзьоб і ноги карамельно-чорнуваті, а очі темно-коричневого кольору.

## Спосіб життя
Наземний птах, літає рідко та неохоче. Активний вдень. Трапляється поодинці або парами, рідше невеликими зграйками. Живиться комахами, на яких полює на землі, рідше насінням та ягодами. Сезон розмноження триває з липня по жовтень. Моногамні птахи. Самиця займається будівництвом гнізда. Чашоподібне гніздо розташовується між гілками чагарників на висоті 1-2 м над землею. У кладці 2-3 синювато-коричнево-чорних яєць. Насиджує лише самиця. Інкубація триває близько двадцяти днів. Самець співпрацює з самицею під час вирощування пташенят.

## Підвиди
- Psophodes nigrogularis nigrogularis Gould, 1844 - обмежений невеликою територією на схід від Олбані, де популяція становить близько 500 зрілих особин;
- Psophodes nigrogularis oberon Schodde & Mason, 1991 - зустрічається в розсіяних місцевостях на півдні Західної Австралії і налічує близько 5000 зрілих особин;
- Psophodes nigrogularis lashmari Schodde & Mason, 1991 - ендемік острова Кенгуру, має стабільну популяцію близько 2000 зрілих особин.

Підвид Psophodes nigrogularis leucogaster Howe & Ross, 1933 у 2017 році виокремлений у вид Psophodes leucogaster.